# Games Done Quick
Die Games Done Quick sind zwei halbjährlich stattfindende Spendenmarathons, in denen Speedruns von verschiedenen Videospielen gezeigt werden. Unterteilt werden die Spendenmarathons in die Awesome Games Done Quick (AGDQ) und die Summer Games Done Quick (SGDQ). Geleitet werden die Veranstaltungen von den beiden Gemeinschaften SpeedDemosArchive (SDA) und SpeedRunsLive (SRL), gehalten werden sie beide in den USA. Seit 2010 haben die Events für mehrere wohltätige Stiftungen Spenden gesammelt. Darunter die Prevent Cancer Foundation und Ärzte ohne Grenzen. Die Veranstaltungen werden live auf der Streaming-Seite Twitch übertragen. Die Zuschauer werden mit verschiedenen Anreizen dazu ermutigt zu spenden, darunter zum Beispiel Preise oder die Möglichkeit einen Kommentar für den jeweiligen Speedrunner laut vorgelesen zu bekommen. Durch die bisher 41 gehaltenen Events wurden so insgesamt über 43,8 Millionen US-Dollar gesammelt. Das Europäische Pendant ist das European Speedrunner Assembly.

## Geschichte
Nach einem anfänglichen Treffen beim MAGFest Nr. 7 hatte sich die SDA-Community dazu entschlossen ihren ersten Spendenmarathon mit dem Namen Classic Games Done Quick zum achten MAGFest zu starten. Der Marathon lief vom 1. Januar 2010 bis zum 4. Januar 2010 und sammelte erfolgreich Spenden in Höhe von über 10.000 US-Dollar für die Organisation CARE International. Im Sommer des Jahres 2011 begann SDA dann mit Summer Games Done Quick im Sommer und Awesome Games Done Quick im Winter die beiden nun größten Speedrun-Events der Welt. Jedes Jahr wurden so zunächst immer mehr Spendengelder gesammelt. Immer wieder werden zwischen den beiden größten Veranstaltungen auch andere GDQ-Events veranstaltet, wie zum Beispiel 2011 das Japan Relief Done Quick, welches die Opfer des Tōhoku-Erdbeben 2011 unterstützte. Während der AGDQ 2017 konnten das erste Mal über zwei Millionen US-Dollar gesammelt werden, eine Million wurde in weniger als 24 Stunden gesammelt.
Wegen der COVID-19-Pandemie wurden die Marathons in den Jahren 2020 bis 2023 größtenteils als reine Online-Veranstaltung durchgeführt.

## Format
Die verschiedenen Speedrunner zeigen ihre Fähigkeiten, indem sie die verschiedensten Videospiele möglichst schnell durchspielen. Speedrunner müssen sich im Vorhinein auf das Event mit ihrem Spieletitel bewerben. Die Spiele werden vor einem Publikum von zuletzt mehr als 2000 Besuchern präsentiert und gleichzeitig auf dem Livestreamportal Twitch übertragen. Dabei gibt es unter anderem die Möglichkeit, dass der Speedrunner die Spiele auf eine unübliche Art und Weise durchspielt, wie zum Beispiel mit nur einer Hand oder mit verbundenen Augen. Wie für Speedruns üblich werden diverse Kategorien gespielt (siehe auch den Abschnitt Kategorisierung auf Speedrun). Oft wird ein Spiel vom Speedrunner selbst kommentiert, allerdings ist zusätzlich ein Sofa hinter dem Runner mit weiteren Kommentatoren besetzt. In Abschnitten des Spiels ohne größere Ereignisse liest der sogenannte Host bzw. Event-Moderator Spenden-Nachrichten vor.
Das Event wird von einem Rahmenprogramm begleitet, welches beispielsweise Interviews mit Speedrunnern beinhaltet. Die Liveübertragung bzw. das Event vor Ort laufen während dem Marathon dauerhaft, und die größte Zeit ist mit Speedruns gefüllt.

## Liste der Marathons

### Awesome Games Done Quick
| Datum                 | Veranstaltungsort                                                                                                  | Stiftung                  | Eingespielte Spenden in US-Dollar | Hinweise |
| --------------------- | --- | ------------------------- | --------------------------------- | --- |
| 1. – 3. Januar 2010   | Hilton Alexandria Mark Center, Alexandria, Virginia (während des MAGFest 8), später Wechsel in eine Privatwohnung. | CARE International        | 10.532,64                         | Erster Marathon der SDA-Community, unter dem Titel Classic Games Done Quick.                                                                                |
| 6. – 11. Januar 2011  | National 4-H Center, Chevy Chase, Maryland                                                                         | Prevent Cancer Foundation | 52.519,83                         | Erstes Awesome Games Done Quick-Event. |
| 4. – 9. Januar 2012   | National 4-H Youth Conference Center, Washington, D.C.                                                             | Prevent Cancer Foundation | 149.044,99                        | Erstes GDQ-Event, das über 100.000 USD sammeln konnte. |
| 6. – 12. Januar 2013  | National 4-H Youth Conference Center, Washington DC                                                                | Prevent Cancer Foundation | 448.423,27                        | |
| 5. – 11. Januar 2014  | Crowne Plaza Dulles, Herndon, Virginia                                                                             | Prevent Cancer Foundation | 1.031.665,50                      | Erstes GDQ-Event, das über eine Million USD sammeln konnte.                                                                                                 |
| 4. – 10. Januar 2015  | Hilton Washington Dulles, Herndon, Virginia                                                                        | Prevent Cancer Foundation | 1.576.085,00                      | 200.556,24 US-Dollar wurden durch das AGDQ 2015 Bundle erzielt.                                                                                             |
| 3. – 10. Januar 2016  | Hilton Washington Dulles, Herndon, Virginia                                                                        | Prevent Cancer Foundation | 1.216.309,02                      | |
| 8. – 15. Januar 2017  | Herndon, Virginia                                                                                                  | Prevent Cancer Foundation | 2.222.990,52                      | Erstes GDQ-Event, das über zwei Millionen USD sammeln konnte.                                                                                               |
| 7. – 14. Januar 2018  | Herndon, Virginia                                                                                                  | Prevent Cancer Foundation | 2.263.163,19                      | |
| 6. – 13. Januar 2019  | Rockville, Maryland                                                                                                | Prevent Cancer Foundation | 2.424.509,00                      | |
| 5. – 12. Januar 2020  | Orlando, Florida                                                                                                   | Prevent Cancer Foundation | 3.132.772,78                      | Erstes AGDQ-Event mit Spendeneinnahmen über drei Millionen US-Dollar, von denen fast eine Million in den letzten sechs Stunden des Marathons zusammenkamen. |
| 3. – 10. Januar 2021  | Online | Prevent Cancer Foundation | 2.776.073,03                      | |
| 9. – 16. Januar 2022  | Online | Prevent Cancer Foundation | 3.416.729                         | Stand Juni 2025 höchste Spendeneinnahmen eines einzelnen GDQ-Events.                                                                                        |
| 8. – 15. Januar 2023  | Online | Prevent Cancer Foundation | 2.673.726,41                      | Das Event sollte zunächst in Florida stattfinden. Im September 2022 gaben die Veranstalter bekannt, dass das Event online stattfinden wird.                 |
| 14. – 21. Januar 2024 | Wyndham Grand Pittsburgh, Pennsylvania                                                                             | Prevent Cancer Foundation | 2.539.832                         | |
| 4. – 12. Januar 2025  | Wyndham Grand Pittsburgh, Pennsylvania                                                                             | Prevent Cancer Foundation | 2.557.212,22                      | |
| Insgesamt             | Insgesamt | Insgesamt                 | 23.394.544,20                     | |

### Summer Games Done Quick
| Datum                        | Veranstaltungsort                                        | Stiftung                         | Eingespielte Spenden in US-Dollar | Hinweise                                                                                       |
| ---------------------------- | -------------------------------------------------------- | -------------------------------- | --------------------------------- | ---------------------------------------------------------------------------------------------- |
| 4. – 6. August 2011          | Privatwohnung eines Teilnehmers in West Bountiful, Utah  | Organization for Autism Research | 21.396,76                         | Erstes Summer Games Done Quick-Event.                                                          |
| 24. – 28. Mai 2012           | Privatwohnung eines Teilnehmers in West Bountiful, Utah  | Organization for Autism Research | 46.278,99                         |                                                                                                |
| 25. – 30. Juli 2013          | Sheraton Denver Tech Center, Greenwood Village, Colorado | Ärzte ohne Grenzen               | 257.181,07                        |                                                                                                |
| 22. – 28. Juni 2014          | Flughafen Crowne Plaza, Denver, Colorado                 | Ärzte ohne Grenzen               | 718.235,07                        | 82.984,71 US-Dollar wurden durch das SGDQ 2014 Humble Bundle erzielt.                          |
| 26. Juli – 2. August 2015    | Crowne Plaza St. Paul Riverfront, Saint Paul, Minnesota  | Ärzte ohne Grenzen               | 1.215.601,49                      | Erstes SGDQ-Event, welches über eine Million US-Dollar erzielen konnte.                        |
| 3. – 9. Juli 2016            | Hilton Minneapolis Downtown, Minneapolis, Minnesota      | Ärzte ohne Grenzen               | 1.294.139,50                      | Durch das Humble-Bundle konnten 59.677,50 US-Dollar erzielt werden.                            |
| 2. – 9. Juli 2017            | Minneapolis Marriott City Center, Minneapolis, Minnesota | Ärzte ohne Grenzen               | 1.760.567,89                      |                                                                                                |
| 24. Juni – 1. Juli 2018      | Bloomington, Minnesota                                   | Ärzte ohne Grenzen               | 2.122.529,20                      | Erstes SGDQ-Event, das über zwei Millionen US-Dollar erzielen konnte.                          |
| 23. Juni – 30. Juni 2019     | Bloomington, Minnesota                                   | Ärzte ohne Grenzen               | 3.003.889,00                      | Erstes GDQ-Event, das über drei Millionen US-Dollar sammeln konnte.                            |
| 16. August – 23. August 2020 | Online                                                   | Ärzte ohne Grenzen               | 2.312.129,84                      | Aufgrund der COVID-19-Pandemie zuerst verschoben, später als reines Online-Event durchgeführt. |
| 4. Juli – 11. Juli 2021      | Online                                                   | Ärzte ohne Grenzen               | 2.897.704                         |                                                                                                |
| 26. Juni – 03. Juli 2022     | Bloomington, Minnesota                                   | Ärzte ohne Grenzen               | 3.053.827,76                      |                                                                                                |
| 28. Mai – 04. Juni 2023      | Minneapolis, Minnesota                                   | Ärzte ohne Grenzen               | 2.268.302,19                      |                                                                                                |
| 30. Juni – 6. Juli 2024      | Minneapolis, Minnesota                                   | Ärzte ohne Grenzen               | 2.576.741,39                      |                                                                                                |
| 6. Juli – 13. Juli 2025      | Minneapolis, Minnesota                                   | Ärzte ohne Grenzen               |                                   |                                                                                                |
| Insgesamt                    | Insgesamt                                                | Insgesamt                        | 23.548.524,15                     |                                                                                                |

### Sonstige Veranstaltungen
| Name                            | Datum                  | Veranstaltungsort       | Stiftung                  | Eingespielte Spenden in USD | Notizen                                                                                          |
| ------------------------------- | ---------------------- | ----------------------- | ------------------------- | --------------------------- | ------------------------------------------------------------------------------------------------ |
| Japan Relief Done Quick         | 7. – 10. April 2011    | Online                  | Ärzte ohne Grenzen        | 25.800,33                   | Ein Notfall-Marathon, der Spenden für die Opfer des Erdbebens in Japan sammelte.                 |
| God of War Done Quick           | 20. März 2015          | SIE Santa Monica Studio | The AbleGamers Foundation | >3500                       | Ein spezielles Event anlässlich des 10-jährigen Jubiläums der God-of-War-Reihe.                  |
| Harvey Relief Done Quick        | 1. – 3. September 2017 | Online                  | Houston Food Bank         | 225.373                     | Ein Notfall-Marathon, der Spenden für die Opfer des Hurrikans Harvey in den USA sammelte.        |
| Corona Relief Done Quick        | 17. – 19. April 2020   | Online                  | Direct Relief             | 402.568                     | Ein Notfall-Marathon, der Spenden für Betroffene der COVID-19-Pandemie sammelte.                 |
| Disaster Relief Done Quick 2024 | 12. – 14. Oktober 2024 | Online                  | Direct Relief             | 45.466                      | Ein Notfall-Marathon, der Spenden für Opfer der Hurrikane Helene und Milton in den USA sammelte. |